# Jenisberg

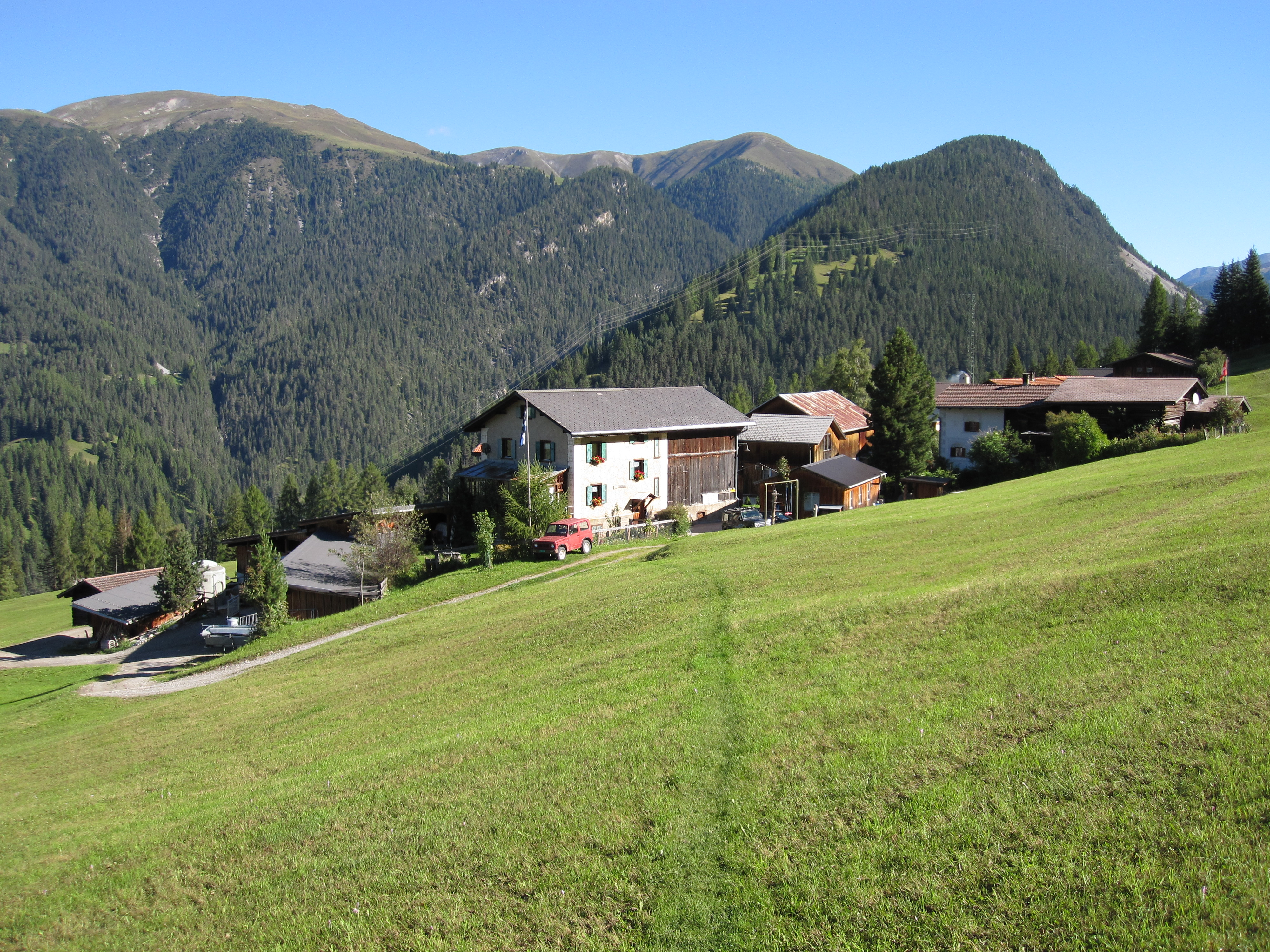
Blick auf Jenisberg von der Kirche aus

Jenisberg, früher auch Jennisberg geschrieben, im lokalen Dialekt uf Jenischbäärg, romanisch Valplan, früher auch Valplana, ist ein kleiner Weiler in der Region Albula im Schweizer Kanton Graubünden, der politisch zur Gemeinde Filisur gehörte, die 2017 Teil der Gemeinde Bergün Filisur wurde.
Das Dorf mit heute rund einem Dutzend Einwohnern (um 1900: 29 Einwohner) liegt auf 1504 m ü. M. auf einer Terrasse über dem linken Hang des Landwassertals. Es geht auf ein romanisches Maiensäss namens Valplan zurück, das im Rahmen des Siedlungsausbaus um 1400 von Walsern übernommen und in eine Dauersiedlung umgewandelt wurde. Diese zinsten dem Bischof von Chur jährlich 12 Pfund, was auf eine Hofsiedlung von etwa fünf Familien schliessen lässt. Der deutsche Ortsname Jenisberg, in dem der walserische Tauf- und Familienname Jenni oder Jenny steckt, beruht auf dieser spätmittelalterlichen Inbesitznahme. 1681 wurde das reformierte Kirchlein erbaut.
Die Siedlung wurde durch einen Saumweg von Davos Wiesen aus erschlossen, der in der Zügenschlucht mit einer Holzbrücke das Landwasser überquerte. Mit dem Bau der Strecke Davos Platz–Filisur der Rhätischen Bahn entstand in der Nähe der Brücke die Station Davos Wiesen (1200 m ü. M.), die Holzbrücke wurde durch die steinerne Jenisbergbrücke ersetzt und der Saumweg wurde zu einer schmalen, steilen, unbefestigten Fahrstrasse ausgebaut. Jenisberg ist mit Filisur im Westen und Davos Monstein im Osten durch Wanderwege verbunden, die Teilstücke des Fernwanderweges Walserweg Graubünden sind.

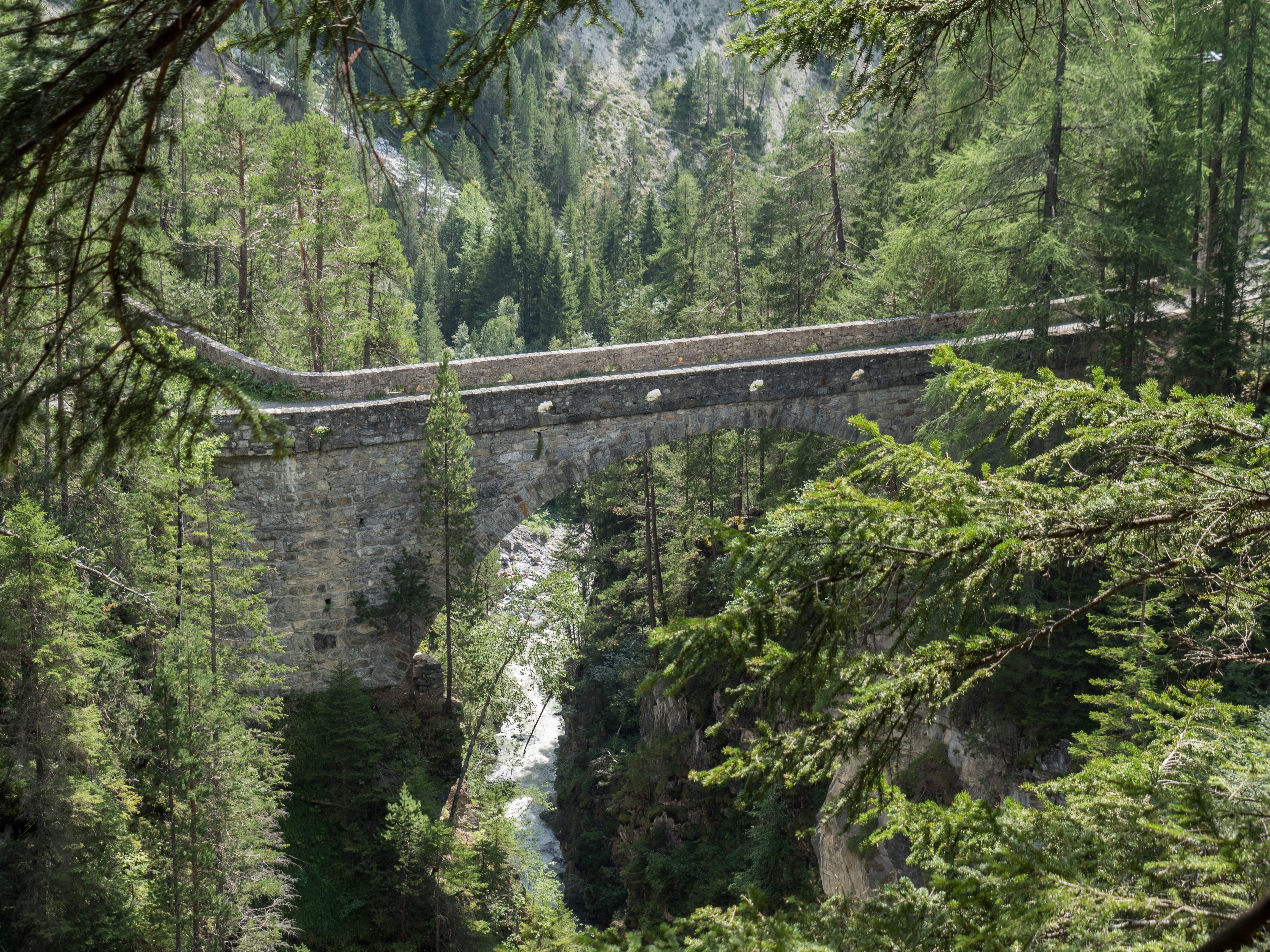
Jenisbergbrücke
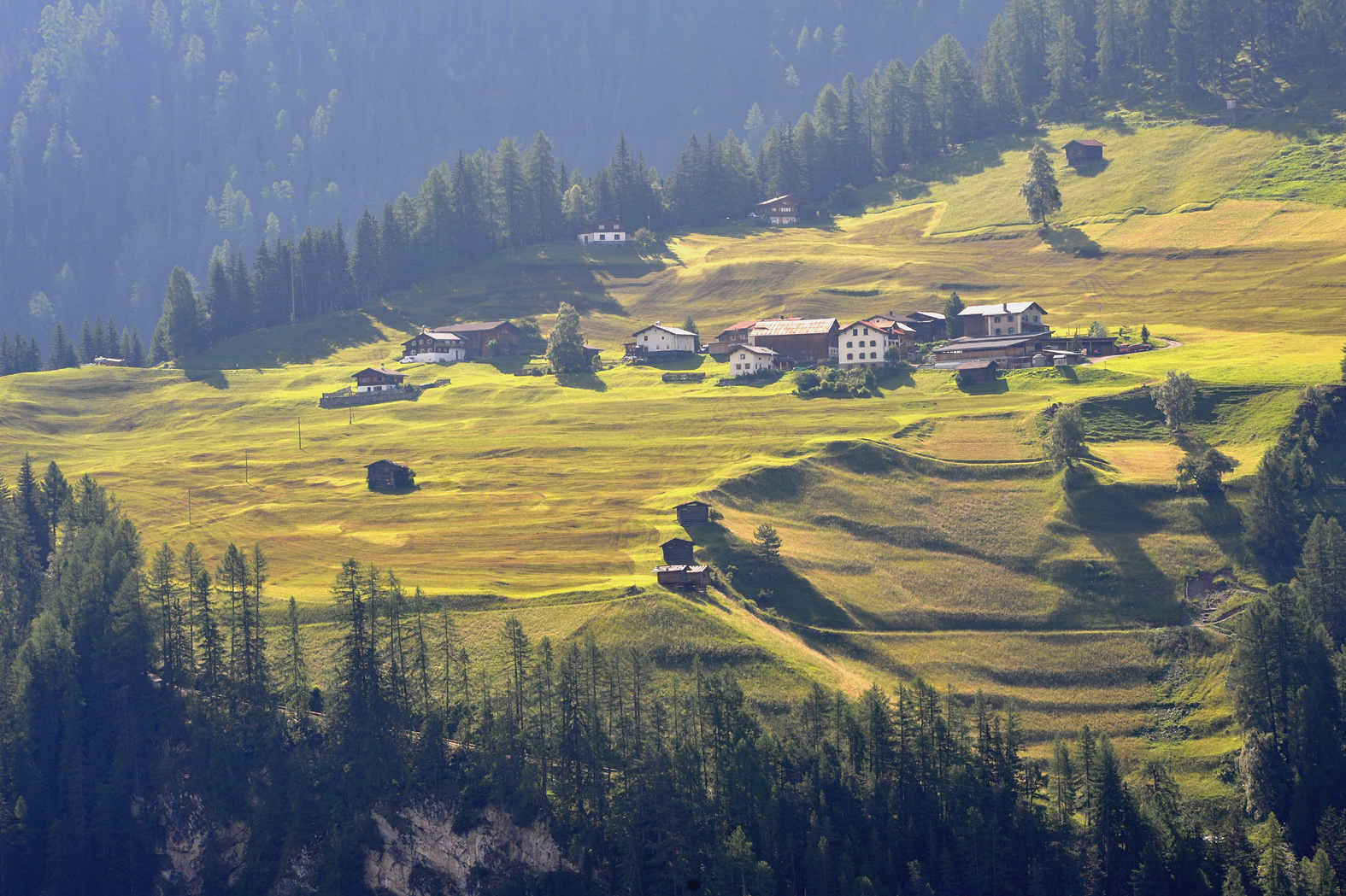
Sicht von Wiesen auf die Jenisberger Terrasse